# IC 3678
IC 3678 је спирална галаксија у сазвјежђу Береникина коса која се налази на листи објеката дубоког неба у Индекс каталогу.
Деклинација објекта је + 20° 52' 49" а ректасцензија 12h 42m 12,6s. Привидна величина (магнитуда) објекта IC 3678 износи 15,9 а фотографска магнитуда 16,7.